# گودردزی ژبیساشویلی
گودردزی ژبیساشویلی (به انگلیسی: Goderdzi Dzebisashvili،  زادهٔ ۲۵ سپتامبر ۱۹۹۹) یک کشتی‌گیر آزادکار اهل کشور گرجستان است. وی سابقه حضور در المپیک ۲۰۲۴ پاریس را دارد.